# Ardisia recliniflora
Ardisia recliniflora är en viveväxtart som beskrevs av Pitard. Ardisia recliniflora ingår i släktet Ardisia och familjen viveväxter. Inga underarter finns listade i Catalogue of Life.